# Mesa de los Torres
Mesa de los Torres är en ort i Mexiko.   Den ligger i kommunen Choix och delstaten Sinaloa, i den nordvästra delen av landet, 1 200 km nordväst om huvudstaden Mexico City. Mesa de los Torres ligger 463 meter över havet och antalet invånare är 227.
Terrängen runt Mesa de los Torres är kuperad. Runt Mesa de los Torres är det glesbefolkat, med 9 invånare per kvadratkilometer. Närmaste större samhälle är Choix, 10,5 km norr om Mesa de los Torres. I omgivningarna runt Mesa de los Torres växer huvudsakligen savannskog.